# Max van Berchem
Max van Berchem (* 16. März 1863 als Maximilian van Berchem in Genf; † 7. März 1921 in Vaumarcus) war ein Schweizer Orientalist, Spezialist in islamischer Archäologie und Epigraphik.

## Leben

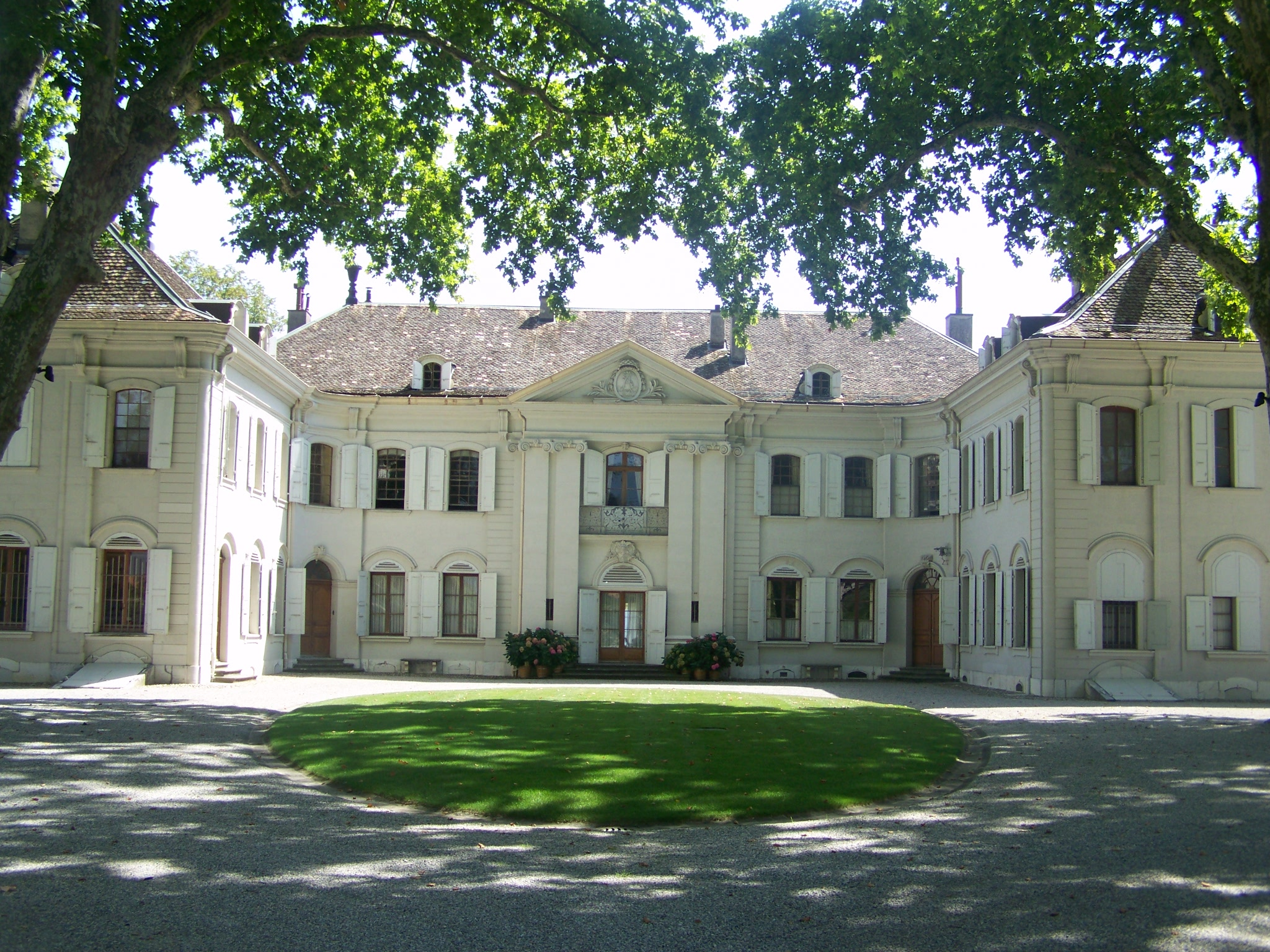
Château de Crans

Max van Berchem stammte aus einer alten flämischen Aristokratenfamilie, die 1765 in die Schweiz einwanderte. Im Alter von neun Jahren verlor er seinen Vater nach langer Krankheit. Er verbrachte seine Schulzeit in Genf und zwei Jahre in Stuttgart (1877–1879). Nach einem Universitätssemester in Genf hegte er den Wunsch, sich dem Studium des alten Orients zu widmen. Er ging an die Universität Leipzig, um dort Assyriologie zu studieren, was ihm jedoch keine Befriedigung einbrachte. Somit begann er das Studium in arabischer Sprache und Literatur. Im Sommer 1883 studierte er an der Universität Strassburg und danach vier Semester an der Universität Berlin. Er promovierte mit La propriété territoriale et l’impôt foncier sous les premiers califes im März 1886 in Leipzig.
Seinen ersten Aufenthalt in Ägypten hatte er im Jahr 1887, der ihm auch sein Lebensziel vorgab, an dem er immer festhielt: das Erstellen eines Corpus inscriptionum arabicarum (eine umfassende Sammlung arabischer Schriften). Von Februar bis Juni 1888 unternahm er eine grössere Reise durch Ägypten, Palästina und Syrien. Danach arbeitete er bis 1889 in Paris zusammen mit Clermont-Ganneau und Barbier de Meynard. In den Jahren 1892–1895 reiste er in Syrien, Palästina und Ägypten.
Zwischen seinen Reisen recherchierte er in den Bibliotheken und Museen Europas und nahm an Kongressen teil, wo er starke internationale Beziehungen aufbaute und pflegte. Er lebte während langer Zeit im Schloss Crans nahe Céligny. 1891 und 1892 erschienen die Notes d’archéologie arabe, die unter anderem die Grundlage der islamischen Archäologie bilden. Von 1895 bis 1914 reiste er weniger und konzentrierte sich vor allem auf die Forschung und Publikation diverser Abhandlungen. Das Erscheinen der ägyptischen Bände des Corpus inscriptionum arabicarum dauerte von 1894 bis 1903. Mit Ausbruch des Ersten Weltkriegs 1914 wurde ein Grossteil seiner internationalen Bemühungen zunichtegemacht. Er versuchte vergeblich, die Beziehungen in den Folgejahren wiederherzustellen.
Nach dem Tod seiner Mutter Anfang 1917 erbte van Berchem die 1715 erbaute Villa Saladin-van Berchem, die vom Plateau de Frontenex in Cologny den Genfersee überblickt und in der seine Tante Augusta Sarasin wohnte. Das Château de Crans fiel hingegen seinem Bruder Paul und das Château des Bois in Satigny seinem Bruder Victor zu.
Die Universitäten Genf und Lausanne verliehen ihm die Ehrendoktorwürde. 1913 wurde er von der Académie des Inscriptions et Belles-Lettres zum auswärtigen Mitglied ernannt, die höchste Ehre, die sie einem Nicht-Franzosen zuteilwerden lassen konnten. Während seiner letzten Reise nach Kairo 1921 verschlechterte sich sein durch Überarbeitung ohnehin geschwächter Gesundheitszustand zunehmend und er kam zurück in die Schweiz. Wenige Wochen danach und kurz vor seinem 58. Geburtstag starb er an einer Lungenentzündung.

## Nachleben
Van Berchems Tochter Marguerite van Berchem (1892–1984), die ab dem Ersten Weltkrieg auch eine prominente Rolle im Internationalen Komitee vom Roten Kreuz (IKRK) spielte, setzte die Arbeit ihres Vaters fort. Offenbar gemäß seinen Wünschen richtete sie ihren Schwerpunkt zunächst auf die Erforschung von Mosaiken: 1924 veröffentlichte sie aufgrund eigener Untersuchungen, vor allem in Italien, ein Buch über christliche Mosaike aus der Zeit zwischen dem 4. und 10. Jahrhundert. Das Werk enthielt Zeichnungen ihrer jüngeren Halbschwester Marcelle und war eine Zusammenarbeit mit dem Archivar und Paläografen Étienne Clouzot (1881–1944). In der Folge vertraute ihr der Architekturhistoriker K. A. C. Creswell die Untersuchungen zu den Mosaiken im Felsendom von Jerusalem und in der Umayyaden-Moschee von Damaskus an. Der britische Orientalist hatte in der Occupied Enemy Territory Administration (OETA) – die gemeinsame britische, französische und arabische Militärverwaltung über die levantinischen Provinzen des ehemaligen Osmanischen Reiches zwischen 1917 und 1920 – als Inspektor für Baudenkmäler freundliche Verbindungen zu Max van Berchem gepflegt, den er nach eigenen Angaben bewunderte.
1973 schenkte Marguerite Gautier-van Berchem, die 1966 den Bankier Bernard Gautier geheiratet und keine direkten Erben hatte, die Villa Saladin-van Berchem dem Schweizer Staat. Sie hatte das Haus 1955 erworben, indem sie offenbar ihren Halbgeschwistern ihren Erbanteil an dem Anwesen auszahlte. Da sie nicht wollte, dass die Villa mit ihrem großen Park in ausländische Hände fiel, vermachte sie sie dem Bundesrat unter der Bedingung, das Bauensemble nicht zu verändern. Sie dient seither als Residenz für den ständigen Repräsentanten der Schweiz beim Büro der Vereinten Nationen in Genf.
Ebenfalls 1973 wurde auf Initiative von Gautier-van Berchem die Max van Berchem-Stiftung gegründet, die ihren Sitz im Genfer Stadtteil Champel hat. Sie dient zum einen in Kooperation mit der Bibliothek von Genf als Archiv für den wissenschaftlichen Nachlass Max van Berchems und über seine Unterlagen hinaus mit einer spezialisierten Büchersammlung als Dokumentationszentrum für arabische Epigraphik. Zum anderen finanziert die Stiftung archäologische Expeditionen, Rechercheprojekte und Studien zu islamischer Kunst und Architektur in einer Vielzahl von Ländern, auch außerhalb der arabischen Welt. Für die Vergabe der Mittel erteilt ein wissenschaftliches Komitee, das 1985 geschaffen wurde, Empfehlungen. Dem Gremium gehören zehn internationale Fachleute an, darunter ein Mitglied der Familie van Berchem. Der Stiftungsrat besteht aus vier Mitgliedern der Familien van Berchem und Gautier sowie dem Vorsitzenden des wissenschaftlichen Rates.
Zum einhundertsten Todestag von Max van Berchem feierte das Genfer Musée d’art et d’histoire vom 16. April bis zum 6. Juni 2021 Gautier-van Berchems Vater in Kooperation mit der Stiftung und der Bibliothek von Genf mit einem Blick auf seine Persönlichkeit, seinen Bezug zum lokalen Kulturerbe und seinen Beitrag zum Verständnis der Islamischen Kunst. Die Ausstellung trug den Titel L’aventure de l'épigraphie arabe («das Abenteuer der arabischen Epigraphik»).

## Veröffentlichungen (Auswahl)
- La propriété territoriale et l’impôt foncier sous les premiers califes. H. Georg, Genf 1886.
- Matériaux pour un Corpus inscriptionum arabicum. Première partie, Égypte. Ernest Leroux, Paris 1894–1903.
- Matériaux pour un Corpus inscriptionum arabicum. Deuxième partie, Syrie du nord. Kairo 1909–1949.
- Matériaux pour un Corpus inscriptionum arabicum. Troisième partie, Asie mineure. Kairo 1910–1917.